# Anthony Bate
Anthony Bate, född 31 augusti 1927 i Stourbridge, Worcestershire, död 19 juni 2012 i Newport, Isle of Wight, var en brittisk skådespelare.

## Rollista i urval
- 1961, 1968 – The Avengers (TV-serie) (2 avsnitt)
- 1963–1966 – Helgonet (TV-serie) (3 avsnitt)
- 1979 – Mullvaden (TV-serie) (7 avsnitt)
- 1982 – En kvinna kallad Golda
- 1982 – Vinnare och förlorare (TV-serie) (3 avsnitt)
- 1988 – Kommissarie Morse (TV-serie) (1 avsnitt)
- 1988–1989 – Krig och hågkomst (TV-serie) (3 avsnitt)
- 1995 – I mördarens spår (TV-serie) (1 avsnitt)
- 1997 – Ett fall för Frost (TV-serie) (1 avsnitt)
- 1998 – Tyst vittne (TV-serie) (2 avsnitt)
- 2000 – Morden i Midsomer (TV-serie) (1 avsnitt)
- 2001 – Ingenstans i Afrika